# Вагнар
Вагнар (словац. Vagnár) — річка в Словаччині, права притока Грону, протікає в окрузі Брезно.
Довжина приблизно 6.-6.4 км. Витік знаходиться в масиві  Низькі Татри (частина Кральовогольські Татри — схил гори Прєгибка)  на висоті близько 890 метрів. Протікає територією міста Брезно (міська частина Задні Гални).
Впадає в Грон на висоті приблизно 500-505 метрів.